# Naturschutzgebiet Großer und Kleiner Serrahn
Koordinaten: 53° 34′ 35″ N, 12° 10′ 8,7″ O
Das Naturschutzgebiet Großer und Kleiner Serrahn ist ein 722 Hektar umfassendes Naturschutzgebiet in Mecklenburg-Vorpommern nördlich der Ortschaften Wendisch Waren und Neu Poserin sowie westlich von Sandhof. Es dient dem Schutz und Erhalt einer Moorlandschaft, die aus zwei verlandeten Seen – dem im nördlichen Gebietsteil liegenden Kleinen Serrahn und dem südlich anschließenden Großen Serrahn – hervorgegangen ist. Das am 24. September 1990 ausgewiesene Gebiet wird von einem Grabennetz durchzogen, welches die Flächen westwärts in Richtung des einen Kilometer entfernt gelegenen Goldberger Sees entwässert.
Der Gebietszustand wird als gut eingeschätzt, da es sich um ein wachsendes Moor handelt.
Das Schutzgebiet liegt im Naturpark Nossentiner-Schwinzer Heide und ist nach EU-Recht Bestandteil eines FFH- und Vogelschutzgebiets.
Bis auf einen, an einer Weide entlang führenden, Weg von Wendisch-Waren aus ist das Schutzgebiet nicht betretbar. Ein Aussichtsturm bei Sandhof ermöglicht Einblicke in die Flächen.

## Geschichte und Wasserhaushalt
Die Flächen des Schutzgebietes liegen am Südrand eines eiszeitlich entstandenen Sanders. Die beiden Seen gehen auf Toteisformen zurück, wie auch der umliegende Goldberger und Damerower See. Kalkreiches Grundwasser führte zu bis zu 8 Meter mächtigen Ablagerungen von Kalkmudde und Seekreide. Die Seen verlandeten im Laufe der Zeit. Ein Burgwall am Ostufer des zwei Kilometer nördlich gelegenen Langhagensees weist auf eine Besiedlung des Gebiets in der Slawenzeit hin. Am Südostende des Großen Serrahn wurde im Mittelalter eine Wassermühle betrieben. Die Wiebekingschen Karte aus dem Jahr 1786 zeigt den Großen Serrahn noch als See in Ausdehnung des heutigen Ringgrabens. Randliche trockene Bereiche unterlagen bereits einer Wiesen- und Weidenutzung. Der Kleine Serrahn bestand zu dieser Zeit noch aus zwei kleineren Wasserflächen. In den Jahren 1853 bis 1857 wurde der See mit der Wasserstandsabsenkung des Goldberger Sees um 1,2 Meter vollständig entwässert. Des Weiteren wurde der Flusslauf der Mildenitz als Kanal ausgebaut, um auch die Wasserstände des vorgelagerten Damerower Sees um ca. einen halben Meter abzusenken. Weitere Stichgräben zur Entwässerung wurden angelegt, um die trocken gefallenen Flächen als Grünland zu nutzen. Ein windgetriebenes Schöpfwerk unterstützte diesen Prozess. Die Entwässerung wurde im Jahr 1997 eingestellt. Die Flächen des heutigen Schutzgebiets sind seit 1962 militärisches Sperrgebiet.
Seit dem Sommer 2009 erfolgt im Naturschutzgebiet eine naturschutzgerechte Beweidung mit Wasserbüffeln, die vom Förderverein des Naturparks gekauft wurden.

## Pflanzen- und Tierwelt
Der Verlandungsbereich im zentralen Teil weist Röhrichte und Riede auf. Typische Arten sind Rohrkolben, Schnabel-Segge, Teichsimse, Nachtschatten und Schilf. Südlich schließen Bruchwälder an.
Feuchtwiesen mit Seggen und Binsen finden sich im Bereich des Kleinen Serrahn, der ein Quellmoor aufweist. Die nördlich Begrenzung bildet ein Erlenbruchwald mit Wiesen aus Glatthafer und Wiesenfuchsschwanz begrenzt wird.
Brutvögel sind Schilfrohrsänger, Kranich, Bekassine, Braunkehlchen und Neuntöter. Mehrere Kornweihen nutzen den Großen Serrahn als Winterschlafplatz. Der Fischotter lebt im Gebiet.

## Karten
- Wiebekingsche Karte Mecklenburg, 1786.
- Wirtschaftskarte Forstamt Dobbertin 1927/1928.
- Offizielle Rad- und Wanderkarte des Naturparks Nossentiner/Schwinzer Heide, 2010.